# Ames, Texas
Ames là một thành phố thuộc quận Liberty, tiểu bang Texas, Hoa Kỳ. Năm 2010, dân số của xã này là 1003 người.

## Dân số
- Dân số năm 2000: 1079 người.
- Dân số năm 2010: 1003 người.